# Curling ai XXIII Giochi olimpici invernali - Doppio misto
Il torneo di curling doppio misto delle olimpiadi invernali 2018 si è svolto al Gangneung Curling Centre. Otto nazioni si sono affrontate nel round preliminare in un girone all'italiana, e le migliori quattro nazionali al termine del girone si sono qualificate per il round finale valido per la conquista delle medaglie.
Il Canada si è laureato campione olimpico battendo in finale la Svizzera per 10 a 3, mentre la medaglia di bronzo è andata alla Norvegia dopo la squalifica dei rappresentanti degli Atleti Olimpici dalla Russia, che hanno sconfitto gli scandinavi nella finale per il terzo posto con il punteggio di 8 a 4.

## Squadre partecipanti
| Canada                                                     | Cina                                  | Finlandia                               | Norvegia                                         |
| ---------------------------------------------------------- | ------------------------------------- | --------------------------------------- | ------------------------------------------------ |
| Donna: Kaitlyn Lawes Uomo: John Morris                     | Donna: Wang Rui Uomo: Ba Dexin        | Donna: Oona Kauste Uomo: Tomi Rantamäki | Donna: Kristin Skaslien Uomo: Magnus Nedregotten |
| Atleti Olimpici dalla Russia                               | Corea del Sud                         | Svizzera                                | Stati Uniti                                      |
| Donna: Anastasija Bryzgalova Uomo: Aleksandr Krušel'nickij | Donna: Jang Hye-ji Uomo: Lee Ki-jeong | Donna: Jenny Perret Uomo: Martin Rios   | Donna: Rebecca Hamilton Uomo: Matt Hamilton      |

## Girone

### Classifica
Le prime tre squadre si qualificano direttamente alle semifinali, mentre la 4ª e la 5ª si sfideranno per l'ultimo posto disponibile.
| Legenda | Legenda     |
| ------- | ----------- |
|         | Fase finale |
|         | Spareggio   |

| Nazione                      | Atleti                                           | V | P | PF | PS | Mani vinte | Mani perse | Mani nulle | Mani rubate | % tiro |
| ---------------------------- | ------------------------------------------------ | - | - | -- | -- | ---------- | ---------- | ---------- | ----------- | ------ |
| Canada                       | Kaitlyn Lawes / John Morris                      | 6 | 1 | 52 | 26 | 29         | 20         | 0          | 9           | 80%    |
| Svizzera                     | Jenny Perret / Martin Rios                       | 5 | 2 | 45 | 33 | 29         | 26         | 0          | 10          | 71%    |
| Atleti Olimpici dalla Russia | Anastasija Bryzgalova / Alexander Krushelnitskiy | 4 | 3 | 36 | 44 | 26         | 27         | 1          | 7           | 67%    |
| Norvegia                     | Kristin Skaslien / Magnus Nedregotten            | 4 | 3 | 39 | 43 | 26         | 25         | 1          | 8           | 74%    |
| Cina                         | Wang Rui / Ba Dexin                              | 4 | 3 | 47 | 42 | 27         | 27         | 1          | 6           | 72%    |
| Corea del Sud                | Jang Hye-ji / Lee Ki-jeong                       | 2 | 5 | 42 | 47 | 26         | 26         | 1          | 7           | 67%    |
| Stati Uniti                  | Rebecca Hamilton / Matt Hamilton                 | 2 | 5 | 37 | 43 | 26         | 25         | 0          | 9           | 74%    |
| Finlandia                    | Oona Kauste / Tomi Rantamäki                     | 1 | 6 | 35 | 53 | 23         | 29         | 0          | 6           | 67%    |

### Risultati
Gli orari di gara sono quelli sud coreani (UTC+9).
| TEAM                         | Canada (bandiera) | Cina (bandiera) | Finlandia (bandiera) | Norvegia (bandiera) | Atleti Olimpici dalla Russia (bandiera) | Corea del Sud (bandiera) | Svizzera (bandiera) | Stati Uniti (bandiera) |
| ---------------------------- | ----------------- | --------------- | -------------------- | ------------------- | --------------------------------------- | ------------------------ | ------------------- | ---------------------- |
| Canada                       |                   | 10-4            | 8-2                  | 6-9                 | 8-2                                     | 7-3                      | 7-2                 | 6-4                    |
| Cina                         | 4-10              |                 | 10-5                 | 9-3                 | 5-6                                     | 8-7                      | 5-7                 | 6-4                    |
| Finlandia                    | 2-8               | 5-10            |                      | 6-7                 | 5-7                                     | 4-9                      | 6-7                 | 7-5                    |
| Norvegia                     | 9-6               | 3-9             | 7-6                  |                     | 3-4                                     | 8-3                      | 6-3                 | 3-10                   |
| Atleti Olimpici dalla Russia | 2-8               | 6-5             | 7-5                  | 4-3                 |                                         | 6-5                      | 8-9                 | 3-9                    |
| Corea del Sud                | 3-7               | 7-8             | 9-4                  | 3-8                 | 5-6                                     |                          | 4-6                 | 9-1                    |
| Svizzera                     | 2-7               | 7-5             | 7-6                  | 3-6                 | 9-8                                     | 6-4                      |                     | 9-4                    |
| Stati Uniti                  | 4-6               | 4-6             | 5-7                  | 10-3                | 9-3                                     | 1-9                      | 4-9                 |                        |

### Sessione 1
Giovedì, 8 Febbraio, 9:05
| Squadra                      | 1 | 2 | 3 | 4 | 5 | 6 | 7 | 8 | TOT |
| ---------------------------- | - | - | - | - | - | - | - | - | --- |
| Stati Uniti                  | 3 | 0 | 1 | 1 | 2 | 0 | 2 | x | 9   |
| Atleti Olimpici dalla Russia | 0 | 2 | 0 | 0 | 0 | 1 | 0 | x | 3   |

| Squadra  | 1 | 2 | 3 | 4 | 5 | 6 | 7 | 8 | TOT |
| -------- | - | - | - | - | - | - | - | - | --- |
| Canada   | 1 | 0 | 3 | 0 | 2 | 0 | 0 | 0 | 6   |
| Norvegia | 0 | 3 | 0 | 1 | 0 | 2 | 1 | 2 | 9   |

| Squadra       | 1 | 2 | 3 | 4 | 5 | 6 | 7 | 8 | TOT |
| ------------- | - | - | - | - | - | - | - | - | --- |
| Corea del Sud | 3 | 1 | 1 | 0 | 0 | 0 | 4 | x | 9   |
| Finlandia     | 0 | 0 | 0 | 1 | 2 | 1 | 0 | x | 4   |

| Squadra  | 1 | 2 | 3 | 4 | 5 | 6 | 7 | 8 | 9 | TOT |
| -------- | - | - | - | - | - | - | - | - | - | --- |
| Cina     | 1 | 0 | 0 | 2 | 0 | 1 | 0 | 1 | 0 | 5   |
| Svizzera | 0 | 1 | 1 | 0 | 1 | 0 | 2 | 0 | 2 | 7   |

### Sessione 2
Giovedì, 8 Febbraio, 20:05
| Squadra   | 1 | 2 | 3 | 4 | 5 | 6 | 7 | 8 | TOT |
| --------- | - | - | - | - | - | - | - | - | --- |
| Finlandia | 0 | 0 | 2 | 0 | 0 | 2 | 2 | 0 | 6   |
| Svizzera  | 2 | 1 | 0 | 2 | 1 | 0 | 0 | 1 | 7   |

| Squadra       | 1 | 2 | 3 | 4 | 5 | 6 | 7 | 8 | 9 | TOT |
| ------------- | - | - | - | - | - | - | - | - | - | --- |
| Corea del Sud | 0 | 1 | 0 | 0 | 4 | 0 | 2 | 0 | 0 | 7   |
| Cina          | 2 | 0 | 3 | 1 | 0 | 1 | 0 | 0 | 1 | 8   |

| Squadra                      | 1 | 2 | 3 | 4 | 5 | 6 | 7 | 8 | TOT |
| ---------------------------- | - | - | - | - | - | - | - | - | --- |
| Atleti Olimpici dalla Russia | 0 | 1 | 0 | 1 | 1 | 0 | 0 | 1 | 4   |
| Norvegia                     | 0 | 0 | 1 | 0 | 0 | 1 | 1 | 0 | 3   |

| Squadra     | 1 | 2 | 3 | 4 | 5 | 6 | 7 | 8 | TOT |
| ----------- | - | - | - | - | - | - | - | - | --- |
| Stati Uniti | 1 | 0 | 1 | 0 | 0 | 1 | 1 | 0 | 4   |
| Canada      | 0 | 1 | 0 | 1 | 3 | 0 | 0 | 1 | 6   |

### Sessione 3
Venerdì, Febbraio 9, 8:35
| Squadra       | 1 | 2 | 3 | 4 | 5 | 6 | 7 | 8 | TOT |
| ------------- | - | - | - | - | - | - | - | - | --- |
| Corea del Sud | 0 | 0 | 0 | 1 | 0 | 2 | 0 | x | 3   |
| Norvegia      | 1 | 3 | 1 | 0 | 1 | 0 | 2 | x | 8   |

| Squadra     | 1 | 2 | 3 | 4 | 5 | 6 | 7 | 8 | TOT |
| ----------- | - | - | - | - | - | - | - | - | --- |
| Stati Uniti | 1 | 1 | 0 | 1 | 0 | 0 | 1 | 0 | 4   |
| Svizzera    | 0 | 0 | 1 | 0 | 1 | 1 | 0 | 6 | 9   |

| Squadra | 1 | 2 | 3 | 4 | 5 | 6 | 7 | 8 | TOT |
| ------- | - | - | - | - | - | - | - | - | --- |
| Cina    | 0 | 2 | 0 | 1 | 0 | 1 | 0 | x | 4   |
| Canada  | 3 | 0 | 4 | 0 | 1 | 0 | 2 | x | 10  |

| Squadra                      | 1 | 2 | 3 | 4 | 5 | 6 | 7 | 8 | TOT |
| ---------------------------- | - | - | - | - | - | - | - | - | --- |
| Atleti Olimpici dalla Russia | 0 | 0 | 4 | 0 | 1 | 2 | 0 | x | 7   |
| Finlandia                    | 2 | 1 | 0 | 1 | 0 | 0 | 1 | x | 5   |

### Sessione 4
Venerdi, 9 Febbraio, 13:35
| Squadra   | 1 | 2 | 3 | 4 | 5 | 6 | 7 | 8 | TOT |
| --------- | - | - | - | - | - | - | - | - | --- |
| Canada    | 1 | 0 | 1 | 1 | 0 | 5 | x | x | 8   |
| Finlandia | 0 | 1 | 0 | 0 | 1 | 0 | x | x | 2   |

| Squadra                      | 1 | 2 | 3 | 4 | 5 | 6 | 7 | 8 | 9 | TOT |
| ---------------------------- | - | - | - | - | - | - | - | - | - | --- |
| Cina                         | 0 | 0 | 0 | 3 | 0 | 0 | 1 | 1 | 0 | 5   |
| Atleti Olimpici dalla Russia | 1 | 1 | 1 | 0 | 1 | 1 | 0 | 0 | 1 | 6   |

| Squadra       | 1 | 2 | 3 | 4 | 5 | 6 | 7 | 8 | TOT |
| ------------- | - | - | - | - | - | - | - | - | --- |
| Stati Uniti   | 0 | 1 | 0 | 0 | 0 | 0 | x | x | 1   |
| Corea del Sud | 2 | 0 | 2 | 3 | 1 | 1 | x | x | 9   |

| Squadra  | 1 | 2 | 3 | 4 | 5 | 6 | 7 | 8 | TOT |
| -------- | - | - | - | - | - | - | - | - | --- |
| Svizzera | 1 | 0 | 0 | 2 | 1 | 0 | 1 | 0 | 5   |
| Norvegia | 0 | 3 | 1 | 0 | 0 | 1 | 0 | 1 | 6   |

### Sessione 5
Sabato, 10 Febbraio, 9:05
| Squadra     | 1 | 2 | 3 | 4 | 5 | 6 | 7 | 8 | TOT |
| ----------- | - | - | - | - | - | - | - | - | --- |
| Cina        | 0 | 1 | 0 | 1 | 1 | 1 | 0 | 2 | 6   |
| Stati Uniti | 2 | 0 | 1 | 0 | 0 | 0 | 1 | 0 | 4   |

| Squadra   | 1 | 2 | 3 | 4 | 5 | 6 | 7 | 8 | 9 | TOT |
| --------- | - | - | - | - | - | - | - | - | - | --- |
| Norvegia  | 1 | 0 | 1 | 0 | 3 | 0 | 1 | 0 | 1 | 7   |
| Finlandia | 0 | 2 | 0 | 1 | 0 | 2 | 0 | 1 | 0 | 6   |

| Squadra  | 1 | 2 | 3 | 4 | 5 | 6 | 7 | 8 | TOT |
| -------- | - | - | - | - | - | - | - | - | --- |
| Canada   | 0 | 4 | 0 | 1 | 1 | 1 | x | x | 7   |
| Svizzera | 1 | 0 | 1 | 0 | 0 | 0 | x | x | 2   |

| Squadra                      | 1 | 2 | 3 | 4 | 5 | 6 | 7 | 8 | 9 | TOT |
| ---------------------------- | - | - | - | - | - | - | - | - | - | --- |
| Corea del Sud                | 1 | 0 | 1 | 0 | 0 | 1 | 0 | 2 | 0 | 5   |
| Atleti Olimpici dalla Russia | 0 | 1 | 0 | 2 | 1 | 0 | 1 | 0 | 1 | 6   |

### Sessione 6
Sabato, 10 Febbraio, 20:05
| Squadra                      | 1 | 2 | 3 | 4 | 5 | 6 | 7 | 8 | TOT |
| ---------------------------- | - | - | - | - | - | - | - | - | --- |
| Atleti Olimpici dalla Russia | 0 | 0 | 1 | 0 | 1 | 0 | x | x | 2   |
| Canada                       | 3 | 1 | 0 | 2 | 0 | 2 | x | x | 8   |

| Squadra       | 1 | 2 | 3 | 4 | 5 | 6 | 7 | 8 | TOT |
| ------------- | - | - | - | - | - | - | - | - | --- |
| Svizzera      | 2 | 1 | 0 | 1 | 1 | 0 | 1 | 0 | 6   |
| Corea del Sud | 0 | 0 | 1 | 0 | 0 | 1 | 0 | 2 | 4   |

| Squadra     | 1 | 2 | 3 | 4 | 5 | 6 | 7 | 8 | TOT |
| ----------- | - | - | - | - | - | - | - | - | --- |
| Norvegia    | 0 | 3 | 0 | 0 | 0 | 0 | x | x | 3   |
| Stati Uniti | 1 | 0 | 1 | 4 | 1 | 3 | x | x | 10  |

| Squadra   | 1 | 2 | 3 | 4 | 5 | 6 | 7 | 8 | TOT |
| --------- | - | - | - | - | - | - | - | - | --- |
| Finlandia | 0 | 3 | 0 | 1 | 0 | 1 | 0 | x | 5   |
| Cina      | 3 | 0 | 1 | 0 | 4 | 0 | 2 | x | 10  |

### Sessione 7
Domenica, 11 Febbraio, 9:05
| Squadra  | 1 | 2 | 3 | 4 | 5 | 6 | 7 | 8 | TOT |
| -------- | - | - | - | - | - | - | - | - | --- |
| Norvegia | 0 | 1 | 1 | 0 | 1 | 0 | x | x | 3   |
| Cina     | 1 | 0 | 0 | 3 | 0 | 5 | x | x | 9   |

| Squadra     | 1 | 2 | 3 | 4 | 5 | 6 | 7 | 8 | TOT |
| ----------- | - | - | - | - | - | - | - | - | --- |
| Finlandia   | 1 | 0 | 0 | 1 | 1 | 0 | 4 | 0 | 7   |
| Stati Uniti | 0 | 1 | 1 | 0 | 0 | 1 | 0 | 2 | 5   |

| Squadra                      | 1 | 2 | 3 | 4 | 5 | 6 | 7 | 8 | TOT |
| ---------------------------- | - | - | - | - | - | - | - | - | --- |
| Svizzera                     | 0 | 2 | 0 | 0 | 2 | 2 | 0 | 3 | 9   |
| Atleti Olimpici dalla Russia | 2 | 0 | 4 | 1 | 0 | 0 | 1 | 0 | 8   |

| Squadra       | 1 | 2 | 3 | 4 | 5 | 6 | 7 | 8 | TOT |
| ------------- | - | - | - | - | - | - | - | - | --- |
| Canada        | 1 | 1 | 0 | 2 | 1 | 0 | 2 | x | 7   |
| Corea del Sud | 0 | 0 | 2 | 0 | 0 | 1 | 0 | x | 3   |

### Spareggio
| Squadra  | 1 | 2 | 3 | 4 | 5 | 6 | 7 | 8 | TOT |
| -------- | - | - | - | - | - | - | - | - | --- |
| Cina     | 2 | 0 | 1 | 0 | 2 | 0 | 2 | 0 | 7   |
| Norvegia | 0 | 3 | 0 | 1 | 0 | 4 | 0 | 1 | 9   |

## Fase finale
|  | Semifinali                   | Semifinali                   | Semifinali |          |        | Finale                       | Finale                       | Finale          |  |
|  |                              |                              |            |          |        |                              |                              |                 |  |
|  | Canada                       | Canada                       | 8          |          |        |                              |                              |                 |  |
|  | Canada                       | Canada                       | 8          |          |        |                              |                              |                 |  |
|  | Norvegia                     | Norvegia                     | 4          |          |        |                              |                              |                 |  |
|  | Norvegia                     | Norvegia                     | 4          |          | Canada | Canada                       | 10                           |                 |  |
|  |                              |                              |            |          | Canada | Canada                       | 10                           |                 |  |
|  |                              |                              | Svizzera   | Svizzera | 3      |                              |                              |                 |  |
|  | Svizzera                     | Svizzera                     | Svizzera   | Svizzera | 3      | 7                            |                              |                 |  |
|  | Svizzera                     | Svizzera                     |            |          |        | 7                            |                              |                 |  |
|  | Atleti Olimpici dalla Russia | Atleti Olimpici dalla Russia | 5          |          |        | Finale 3º posto              | Finale 3º posto              | Finale 3º posto |  |
|  | Atleti Olimpici dalla Russia | Atleti Olimpici dalla Russia | 5          |          |        |                              |                              |                 |  |
|  |                              |                              |            |          |        |                              |                              |                 |  |
|  |                              |                              |            |          |        | Norvegia                     | Norvegia                     | 4               |  |
|  |                              |                              |            |          |        | Norvegia                     | Norvegia                     | 4               |  |
|  |                              |                              |            |          |        | Atleti Olimpici dalla Russia | Atleti Olimpici dalla Russia | 8               |  |

### Semifinali
Lunedì, 12 febbraio; 9:05
| Squadra  | 1 | 2 | 3 | 4 | 5 | 6 | 7 | 8 | TOT |
| -------- | - | - | - | - | - | - | - | - | --- |
| Canada   | 2 | 0 | 0 | 1 | 2 | 0 | 3 | x | 8   |
| Norvegia | 0 | 1 | 1 | 0 | 0 | 2 | 0 | x | 4   |

Lunedì, 12 febbraio; 20:05
| Squadra                      | 1 | 2 | 3 | 4 | 5 | 6 | 7 | 8 | TOT |
| ---------------------------- | - | - | - | - | - | - | - | - | --- |
| Svizzera                     | 2 | 0 | 1 | 1 | 0 | 0 | 2 | 1 | 7   |
| Atleti Olimpici dalla Russia | 0 | 2 | 0 | 0 | 2 | 1 | 0 | 0 | 5   |

### Finale 3º posto
Martedì, 13 febbraio; 9:05
| Squadra                      | 1 | 2 | 3 | 4 | 5 | 6 | 7 | 8 | TOT |
| ---------------------------- | - | - | - | - | - | - | - | - | --- |
| Norvegia                     | 0 | 0 | 2 | 0 | 2 | 0 | 0 | 0 | 4   |
| Atleti Olimpici dalla Russia | 2 | 1 | 0 | 2 | 0 | 1 | 1 | 1 | 8   |

### Finale
Martedì, 13 febbraio; 20:05
| Squadra  | 1 | 2 | 3 | 4 | 5 | 6 | 7 | 8 | TOT |
| -------- | - | - | - | - | - | - | - | - | --- |
| Canada   | 2 | 0 | 4 | 0 | 2 | 2 | x | x | 10  |
| Svizzera | 0 | 2 | 0 | 1 | 0 | 0 | x | x | 3   |

| Percentuale giocatori | Percentuale giocatori | Percentuale giocatori | Percentuale giocatori | Percentuale giocatori | Percentuale giocatori | Percentuale giocatori | Percentuale giocatori | Percentuale giocatori | Percentuale giocatori | Percentuale giocatori | Percentuale giocatori | Percentuale giocatori | Percentuale giocatori | Percentuale giocatori | Percentuale giocatori | Percentuale giocatori | Percentuale giocatori | Percentuale giocatori | Percentuale giocatori | Percentuale giocatori | Percentuale giocatori | Percentuale giocatori | Percentuale giocatori | Percentuale giocatori | Percentuale giocatori | Percentuale giocatori | Percentuale giocatori | Percentuale giocatori | Percentuale giocatori | Percentuale giocatori | Percentuale giocatori |
| Giocatore             | 1                     | 1                     | 1                     | 1                     | 1                     | 2                     | 2                     | 2                     | 2                     | 2                     | 3                     | 3                     | 3                     | 3                     | 3                     | 4                     | 4                     | 4                     | 4                     | 4                     | 5                     | 5                     | 5                     | 5                     | 5                     | 6                     | 6                     | 6                     | 6                     | 6                     | %                     |
| Canada                | Canada                | Canada                | Canada                | Canada                | Canada                | Canada                | Canada                | Canada                | Canada                | Canada                | Canada                | Canada                | Canada                | Canada                | Canada                | Canada                | Canada                | Canada                | Canada                | Canada                | Canada                | Canada                | Canada                | Canada                | Canada                | Canada                | Canada                | Canada                | Canada                | Canada                | 79.3%                 |
| --------------------- | --------------------- | --------------------- | --------------------- | --------------------- | --------------------- | --------------------- | --------------------- | --------------------- | --------------------- | --------------------- | --------------------- | --------------------- | --------------------- | --------------------- | --------------------- | --------------------- | --------------------- | --------------------- | --------------------- | --------------------- | --------------------- | --------------------- | --------------------- | --------------------- | --------------------- | --------------------- | --------------------- | --------------------- | --------------------- | --------------------- | --------------------- |
| Kaitlyn Lawes         | 2                     |                       |                       |                       | X                     | 4                     |                       |                       |                       | 2                     | 4                     |                       |                       |                       | 4                     | 4                     |                       |                       |                       | 4                     | 4                     |                       |                       |                       | 0                     | 0                     |                       |                       |                       | 4                     | 72.7%                 |
| John Morris           |                       | 4                     | 4                     | 3                     |                       |                       | 4                     | 2                     | 4                     |                       |                       | 2                     | 4                     | 3                     |                       |                       | 4                     | 1                     | 4                     |                       |                       | 4                     | 3                     | 4                     |                       |                       | 2                     | 4                     | 4                     |                       | 83.3%                 |
| Svizzera              | Svizzera              | Svizzera              | Svizzera              | Svizzera              | Svizzera              | Svizzera              | Svizzera              | Svizzera              | Svizzera              | Svizzera              | Svizzera              | Svizzera              | Svizzera              | Svizzera              | Svizzera              | Svizzera              | Svizzera              | Svizzera              | Svizzera              | Svizzera              | Svizzera              | Svizzera              | Svizzera              | Svizzera              | Svizzera              | Svizzera              | Svizzera              | Svizzera              | Svizzera              | Svizzera              | 66.7%                 |
| Jenny Perret          | 3                     |                       |                       |                       | 4                     | 4                     |                       |                       |                       | 3                     | 3                     |                       |                       |                       | 4                     | 3                     |                       |                       |                       | 4                     | 4                     |                       |                       |                       | 0                     | 4                     |                       |                       |                       | 0                     | 75%                   |
| Martin Rios           |                       | 3                     | 2                     | 0                     |                       |                       | 4                     | 4                     | 4                     |                       |                       | 0                     | 1                     | 0                     |                       |                       | 2                     | 2                     | 2                     |                       |                       | 4                     | 2                     | 4                     |                       |                       | 4                     | 4                     | 2                     |                       | 61.1%                 |

## Classifica finale
| Pos | Squadra                      |
| --- | ---------------------------- |
|     | Canada                       |
|     | Svizzera                     |
|     | Norvegia                     |
| 4   | Cina                         |
| 5   | Corea del Sud                |
| 6   | Stati Uniti                  |
| 7   | Finlandia                    |
| Sq. | Atleti Olimpici dalla Russia |

Legenda:

Sq. = Squalificata